# Federico Döring
Federico Döring Casar (Ciudad de México, 13 de marzo de 1971) es un político mexicano, miembro del Partido Acción Nacional. Fue diputado local del Congreso de la Ciudad de México desde 2018 hasta 2024.
Es recordado por haber filtrado en vivo en el noticiero televisivo El Mañanero el video que levantaría un gran escándalo político al mostrar al perredista René Bejarano, en ese entonces Presidente de la Asamblea Legislativa, recibiendo dinero del empresario argentino Carlos Ahumada en marzo de 2004.

## Carrera política
Es licenciado en Administración de empresas egresado del Instituto Tecnológico Autónomo de México (ITAM). Inició su carrera política como diputado de la Asamblea Legislativa del Distrito Federal entre 2000 y 2003.
Fue diputado federal en la LIX Legislatura (2003-2006), en la LXIII Legislatura (2015-2018) y en la LXVI Legislatura desde 2024.
En 2004 Döring impartió una conferencia en Santa Catarina, Nuevo León referente al tema del desafuero contra Andrés Manuel López Obrador.
En 2006 fue elegido senador de la República como primera minoría; detrás de los perredistas Pablo Gómez Álvarez y René Arce Islas.

### La Ley Döring
El 15 de diciembre de 2011, el senador Federico Döring presentó en el Senado de la República una nueva iniciativa que busca regular los contenidos en internet, prohibiendo la puesta en disposición de obras registradas por terceros y culpabilizando al titular de la dirección IP con la cual se difundió una obra protegida.